# Специјални резерват природе Јерма
Специјални резерват природе Јерма се налази у склопу планинског подручја динарида, између села Трнски Одоровци и Власи, на неких 22 km од Пирота.

## Положај
Овај резерват природе заузима крајњи југоисток Србије, у површини од 7 хектара и заузима територије општина Бабушница, Димитровград и Пирот. Обухвата масиве Гребена и Влашке планине, као и највећи део слива реке Јерме.
Највиша тачка овог подручја је врх Паница(1443 m).
Овај предео је 2014. године уредбом стављен под заштиту државе као специјални резерват природе и сврстан у прву категорију од националног значаја због сачуваности и јединствености геоморфолошких облика и њеног биодиверзитета.

## Природа
Специјални резерват природе Јерма чини јединствен комплекс долина и кречњачкихклисура са импозантним литицама које су изузетне флористичке и фитоценолошке разноврсности.
На овом подручју је евидентирано 887 биљних врста и подврста, од којих су неке реликтне, велике старости. Забележене су мечја леска, ловоролисни јеремичак, јоргован, клокочика и друге. Биљни свет овог подручја чини 24,2 процента флоре Србије, а њих 115 су на списку заштићених врста.
Од животињских врста на заштићеном подручју је евидентирано 110 врста птица, 25 врста сисара, 11 врста водоземаца и гмизаваца, 9 врста риба, као и 181 врста лептира. Посебно је значајно присуство ретких, или угрожених заштићених врста. Најзначајније су птице Сури орао, риђи мишар, јаребица камењарка, као и неке врсте слепих мишева, видри и рисева.

## Знаменитости
Клисура реке Јерме је импозантна кањонска долина са стрмим, зубчастим, стеновитим литицама висине од 600 до 700 m, богата мноштвом крашких облика рељефа.
У резервату се налази и значајан споменик културе под заштитом УНЕСКО, средњовековни манастир Св. Јован Богослов, познатији у народу као манастир Поганово, подигнут крајем 14. века. Сем овога постоји и више значајних спелеолошких објеката као што су пећина ветрена дупка , јама Пештерица, Орлова дупка, Асеново кале и друге.

## Туристички потенцијал
Специјални резерват природе Јерма је једна од омиљених дестинација љубитеља адреналинских спортова и уживаоца активног одмора.
Њима су на располагању пешачке стазе до атрактивних видиковаца на планини Гребен и Влашкој планини, већи број стаза за спортско пењање различитих тежина, као и више неуређених стаза у склопу спелеолошких целина овог подручја.
Треба споменути и манастир Поганово и термалне изворе Звоначке бање.
У циљу промовисања овог подручја, као и адреналинских спортова и концепта активног одмора Туристичка организација Пирота учествује у организацији интермационалног авантуристичког фестивала под називом Outdoor fest Jerma.

## Галерија
- Погановско ждрело, река Јерма